# Marvell Wynne
Marvell Wynne II (Pittsburgh, 8 maggio 1986) è un ex calciatore statunitense, di ruolo difensore.
Avendo corso i 100m nel tempo di 10"39 secondi durante gli anni collegiali è il calciatore più veloce di sempre sulla distanza. Tuttavia, non giocando in club di prestigio le sue doti fisiche sono state spesso trascurate.

## Caratteristiche tecniche
È un giocatore estremamente veloce che può ricoprire anche il ruolo di centrale difensivo.
Visto il risultato ottenuto sui 100m piani si può dedurre che la sua velocità massimale sia di 41.3 km/h. Non si hanno dati della sua velocità di punta con palla al piede.

## Statistiche

### Cronologia presenze e reti in nazionale
| Cronologia completa delle presenze e delle reti in nazionale ― Stati Uniti | Cronologia completa delle presenze e delle reti in nazionale ― Stati Uniti | Cronologia completa delle presenze e delle reti in nazionale ― Stati Uniti | Cronologia completa delle presenze e delle reti in nazionale ― Stati Uniti | Cronologia completa delle presenze e delle reti in nazionale ― Stati Uniti | Cronologia completa delle presenze e delle reti in nazionale ― Stati Uniti | Cronologia completa delle presenze e delle reti in nazionale ― Stati Uniti | Cronologia completa delle presenze e delle reti in nazionale ― Stati Uniti |
| Data                                                                       | Città                                                                      | In casa                                                                    | Risultato                                                                  | Ospiti                                                                     | Competizione                                                               | Reti                                                                       | Note                                                                       |
| -------------------------------------------------------------------------- | -------------------------------------------------------------------------- | -------------------------------------------------------------------------- | -------------------------------------------------------------------------- | -------------------------------------------------------------------------- | -------------------------------------------------------------------------- | -------------------------------------------------------------------------- | -------------------------------------------------------------------------- |
| 28-6-2007                                                                  | Maracaibo                                                                  | Argentina                                                                  | 4 – 1                                                                      | Stati Uniti                                                                | Coppa America 2007 - 1º turno                                              | -                                                                          |                                                                            |
| 23-1-2009                                                                  | Carson                                                                     | Stati Uniti                                                                | 3 – 2                                                                      | Svezia                                                                     | Amichevole                                                                 | -                                                                          |                                                                            |
| 3-6-2009                                                                   | San José                                                                   | Costa Rica                                                                 | 3 – 1                                                                      | Stati Uniti                                                                | Qual. Mondiali 2010                                                        | -                                                                          |                                                                            |
| 23-1-2010                                                                  | Carson                                                                     | Stati Uniti                                                                | 1 – 3                                                                      | Honduras                                                                   | Amichevole                                                                 | -                                                                          |                                                                            |
| 22-1-2011                                                                  | Carson                                                                     | Stati Uniti                                                                | 1 – 1                                                                      | Cile                                                                       | Amichevole                                                                 | -                                                                          | 46’                                                                        |
| Totale                                                                     |                                                                            | Presenze                                                                   | 5                                                                          |                                                                            | Reti                                                                       | 0                                                                          |                                                                            |

## Palmarès

### Club

#### Competizioni nazionali
- Canadian Championship: 1

Toronto FC: 2009
- Campionato MLS: 1

Colorado Rapids: 2010